# Elysia
Elysia es un género de molusco opistobranquio de la familia Plakobranchidae.
Este género estaba anteriormente incluido en la familia Stiligeridae, y también en Elysiidae.
Estas pequeñas babosas de mar se distribuyen en aguas tropicales y templadas de los océanos Atlántico, Índico y Pacífico.

## Especies
El Registro Mundial de Especies Marinas reconoce como válidas las siguientes especies en el género:
- Elysia abei Baba, 1955
- Elysia amakusana Baba, 1955
- Elysia annedupontae Ortea, Caballer, Moro & Espinosa, 2005
- Elysia asbecki Wagele, Stemmer, Burghardt & Handeler, 2010[3]
- Elysia atroviridis Baba, 1955
- Elysia australis (Quoy & Gaimard, 1832)
- Elysia babai Pruvot-Fol, 1946
- Elysia bangtawaensis Swennen, 1997
- Elysia bella (Pease, 1860)
- Elysia bengalensis Swennen, 2011
- Elysia bennettae Thompson, 1973
- Elysia canguzua Er. Marcus, 1955
- Elysia catulus (Gould, 1870)
- Elysia chilkensis Eliot, 1916
- Elysia chitwa Er. Marcus, 1955
- Elysia chlorotica Gould, 1870
- Elysia clarki Pierce, Curtis, Massey, Bass, Karl & Finney, 2006
- Elysia coodgeensis (Angas, 1864)
- Elysia cornigera Nuttall, 1989
- Elysia crispata Mørch, 1863 - babosa de mar lechuga
- Elysia deborahae Ortea, Caballer, Moro & Espinosa, 2005
- Elysia degeneri Ostergaard, 1955
- Elysia diomedea (Bergh, 1894)
- Elysia ellenae Ortea, Espinosa & Caballer, 2013
- Elysia entredosaguas Ortea & Bacallado, 2014
- Elysia eugeniae Ortea & Esponosa, 2002
- Elysia evelinae Marcus, 1957
- Elysia expansa (O'Donoghue, 1924)
- Elysia filicauda Jensen & Wells, 1990
- Elysia flava Verrill, 1901
- Elysia flavipunctata Ichikawa, 1993
- Elysia flavomacula Jensen, 1990
- Elysia furvacauda Burn, 1958
- Elysia gordanae Thompson & Jaklin, 1988
- Elysia grandis Bergh, 1872
- Elysia haingsisiana Bergh, 1905
- Elysia hamatanii Baba, 1957
- Elysia hedgpethi Er. Marcus, 1961
- Elysia hendersoni Eliot, 1899
- Elysia hetta Perrone, 1990
- Elysia hirasei Baba, 1955
- Elysia japonica Eliot, 1913
- Elysia jibacoaensis Ortea, Moro, Caballer & Espinosa, 2011
- Elysia kushimotoensis Baba, 1957
- Elysia leeanneae Caballer, Ortea & Espinosa, 2013
- Elysia leucolegnote Jensen, 1990
- Elysia lobata Gould, 1852
- Elysia macnaei Marcus, 1982
- Elysia manriquei Ortea & Moro, 2009
- Elysia maoria Powell, 1937
- Elysia marcusi (Marcus, 1972)
- Elysia margaritae Fez, 1962
- Elysia mercieri (Pruvot-Fol, 1930)
- Elysia minima Ichikawa, 1993
- Elysia nealae Ostergaard, 1955
- Elysia nigrocapitata Baba, 1957
- Elysia nigropunctata (Pease, 1871)
- Elysia nisbeti Thompson, 1977
- Elysia obtusa Baba, 1938
- Elysia oerstedii Mørch, 1859
- Elysia orientalis Ortea, Moro, Caballer & Espinosa, 2011
- Elysia ornata (Swainson, 1840)
- Elysia papillosa A. E. Verrill, 1901
- Elysia patagonica Munian & Ortea, 1997
- Elysia patina Ev. Marcus, 1980
- Elysia pilosa Risbec, 1928
- Elysia pratensis Ortea & Espinosa, 1996
- Elysia punctata Kelaart, 1857
- Elysia purchoni Thompson, 1977
- Elysia pusilla Bergh, 1872
- Elysia rufescens (Pease, 1871)
- Elysia sarasuae Ortea, Moro, Caballer & Espinosa, 2011
- Elysia scops Ev. Marcus & Er. Marcus, 1967
- Elysia serca Er. Marcus, 1955
- Elysia siamensis Swennen, 1997
- Elysia singaporensis Swennen, 2011
- Elysia slimora Er. Marcus & Ev. Marcus, 1966
- Elysia stylifera (Jensen, 1997)
- Elysia subornata A. E. Verrill, 1901
- Elysia sugashimae Baba, 1955
- Elysia thompsoni Jensen, 1993
- Elysia timida Risso, 1818
- Elysia tokarensis Baba, 1957
- Elysia tomentosa Jensen, 1997
- Elysia translucens Pruvot-Fol, 1957
- Elysia trilobata Heller & Thompson, 1983
- Elysia trisinuata Baba, 1949
- Elysia tuca Ev. Marcus and Er. Marcus, 1967
- Elysia verrucosa Jensen, 1985
- Elysia viridis (Montagu, 1804)
- Elysia vreelandae Marcus & Marcus, 1970
- Elysia yaeyamana Baba, 1936
- Elysia zuleicae Ortea & Espinosa, 2002
- Elysia fezi Vilella, 1968 (taxon inquirendum)
- Elysia pruvotae Risbec, 1953 (taxon inquirendum)

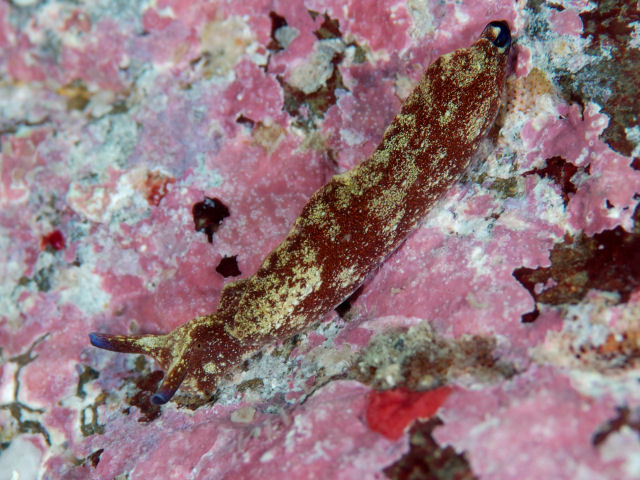
Elysia amakusana
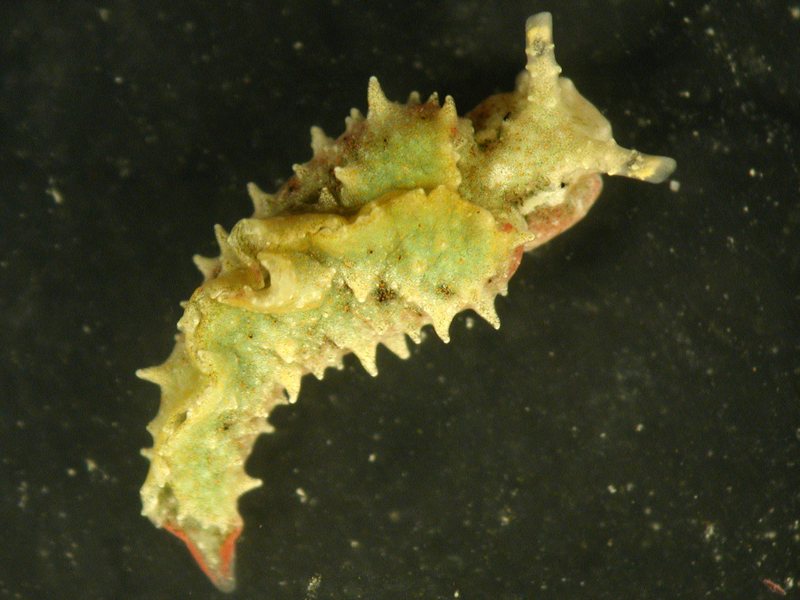
Elysia asbecki
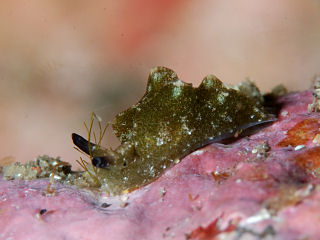
Elysia atroviridis
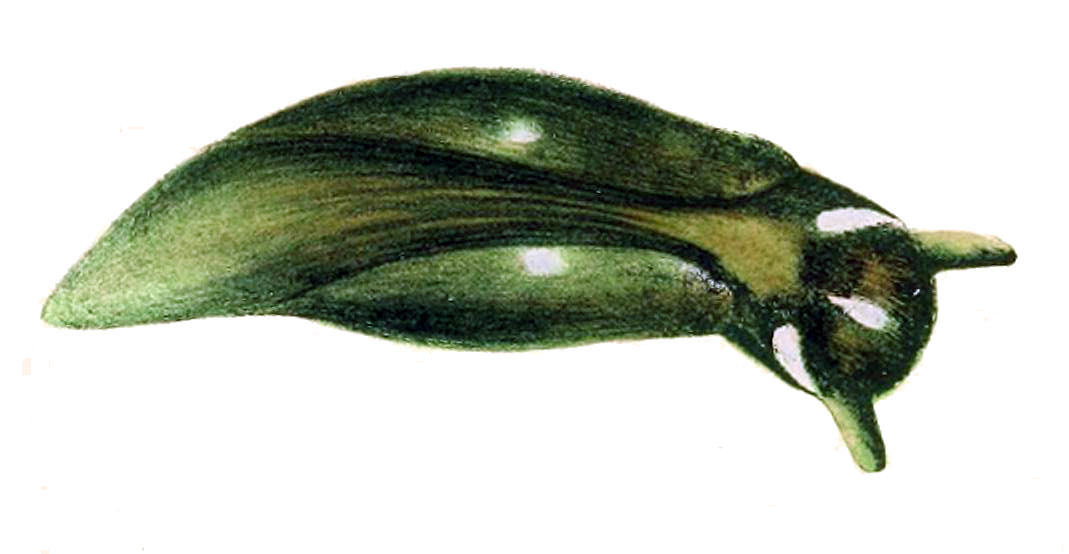
Elysia catulus
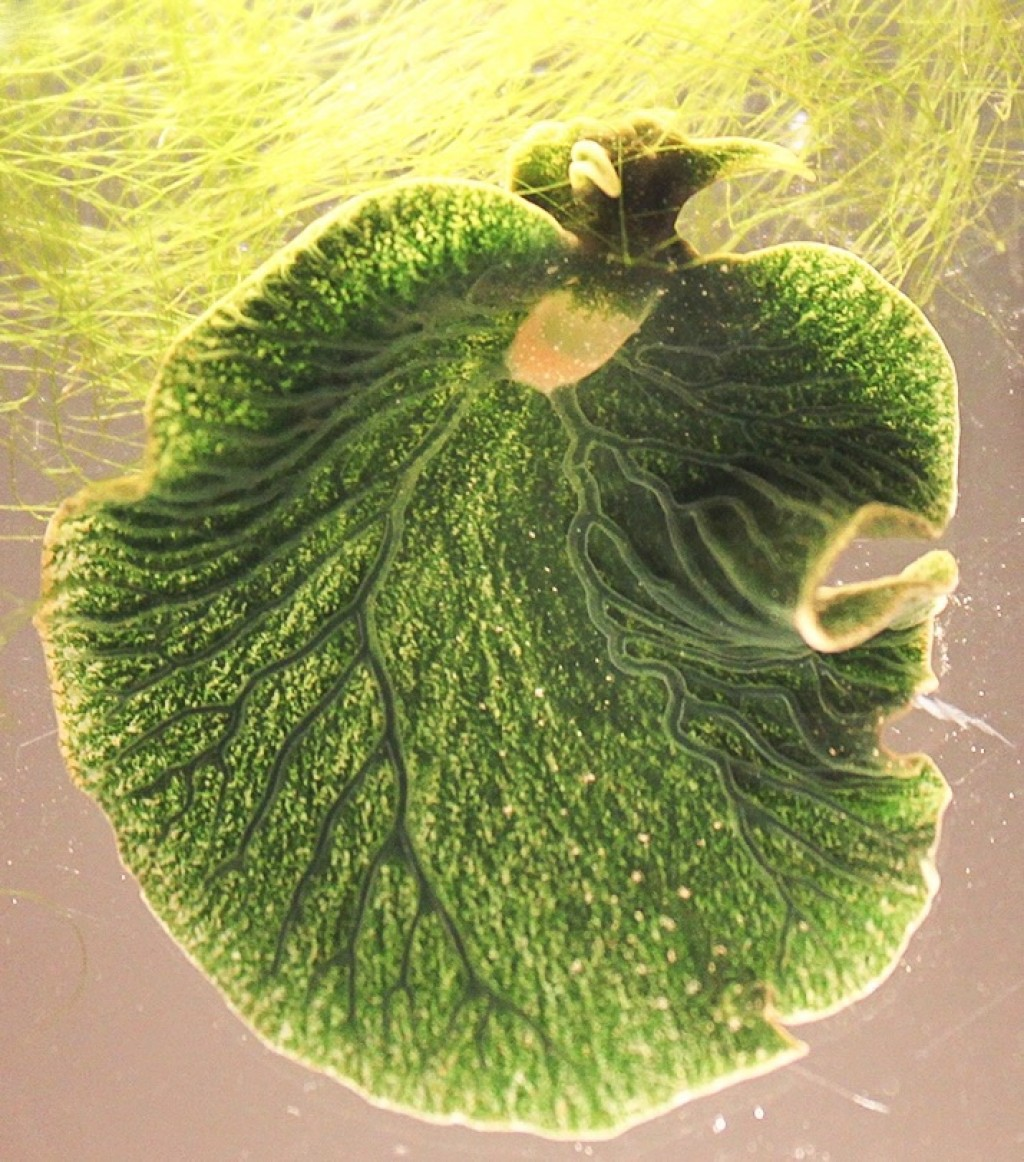
Elysia chlorotica
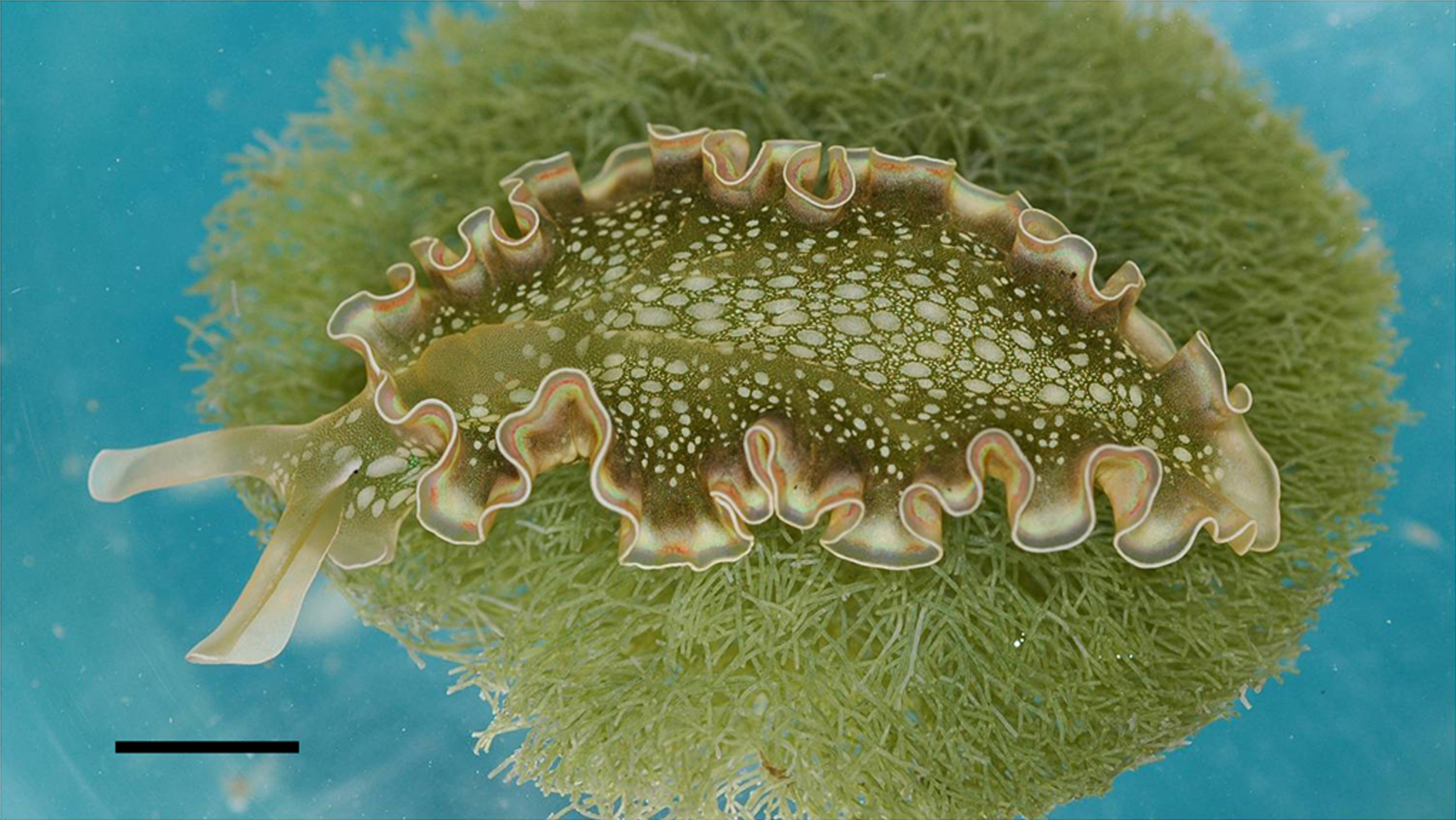
Elysia clarki
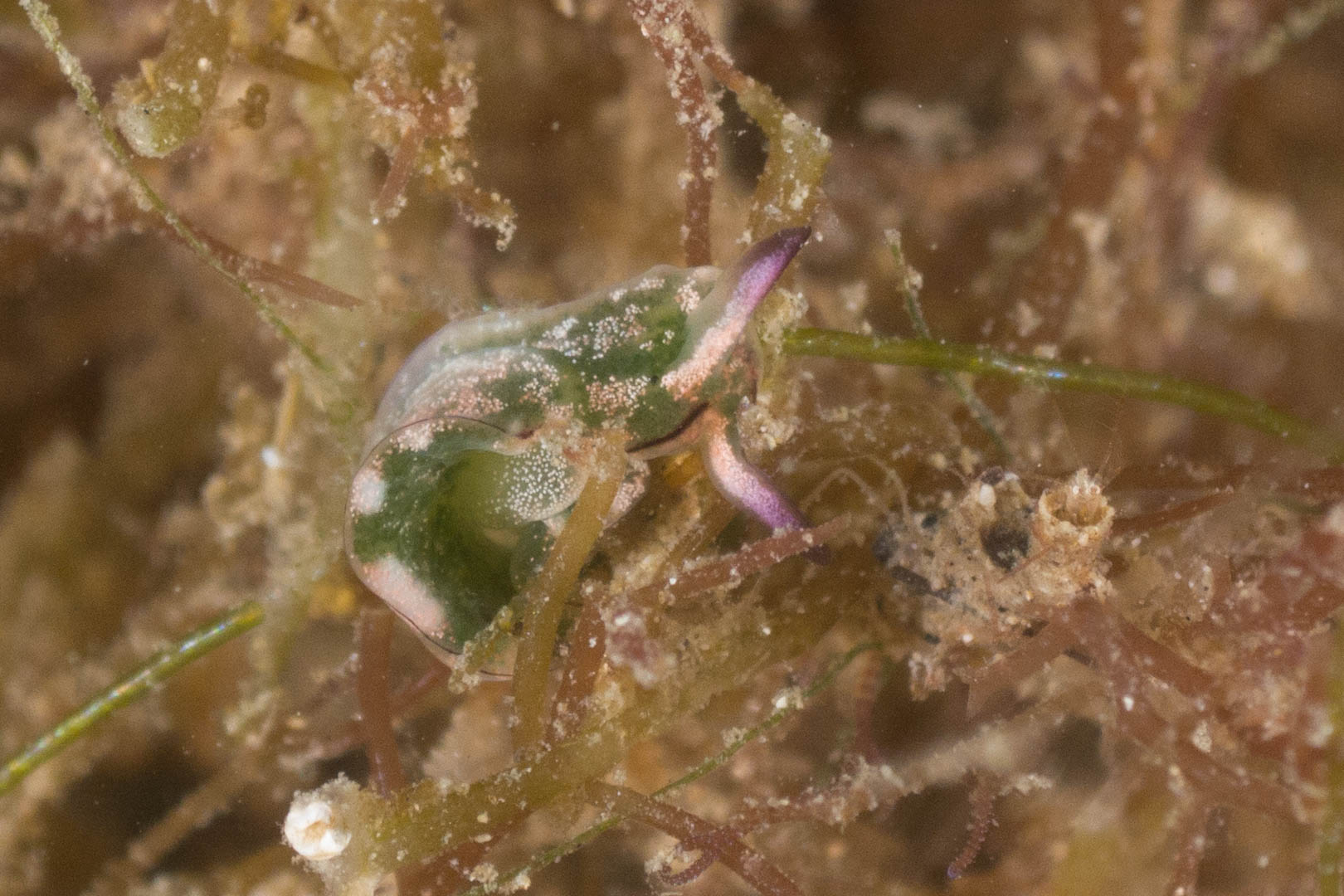
Elysia coodgeensis
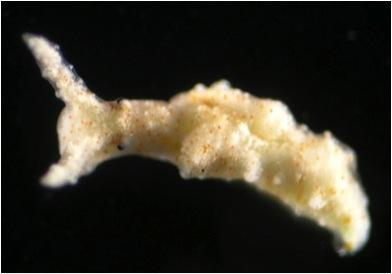
Elysia cornigera
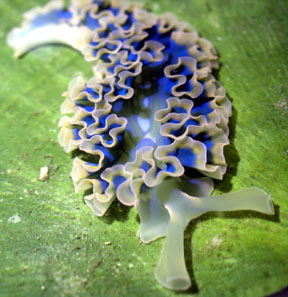
Elysia crispata
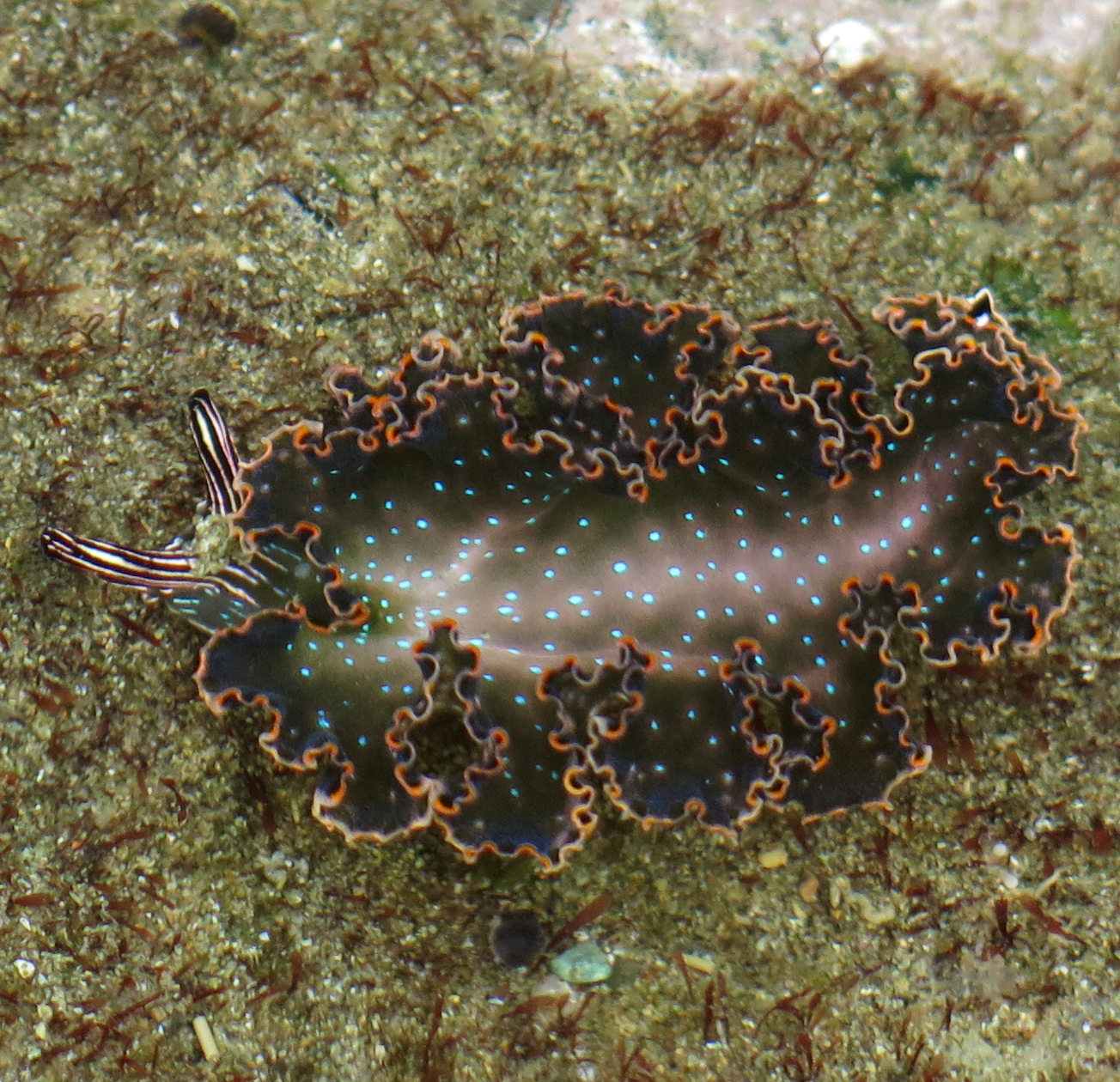
Elysia diomedea
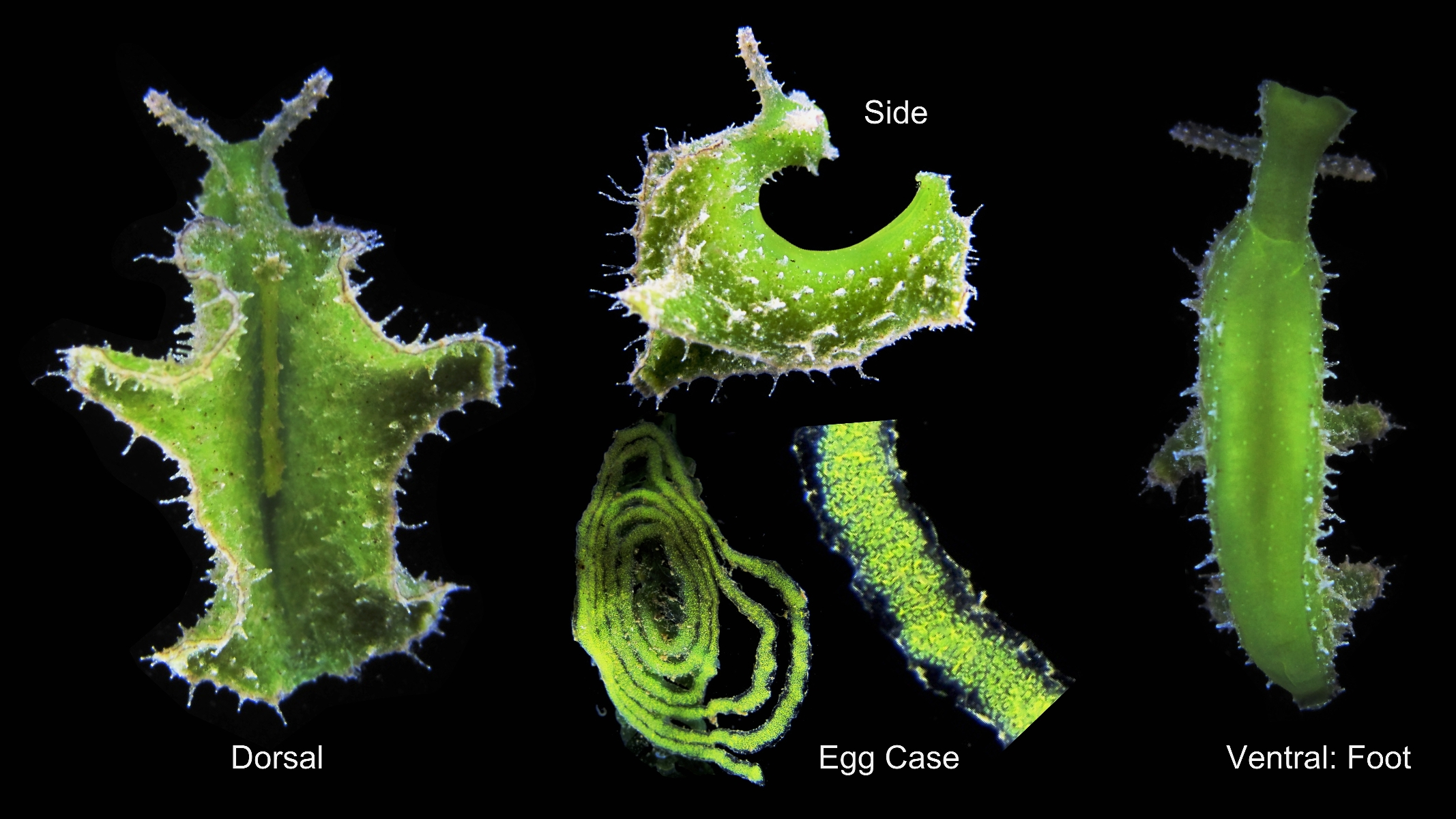
Elysia cf. expansa
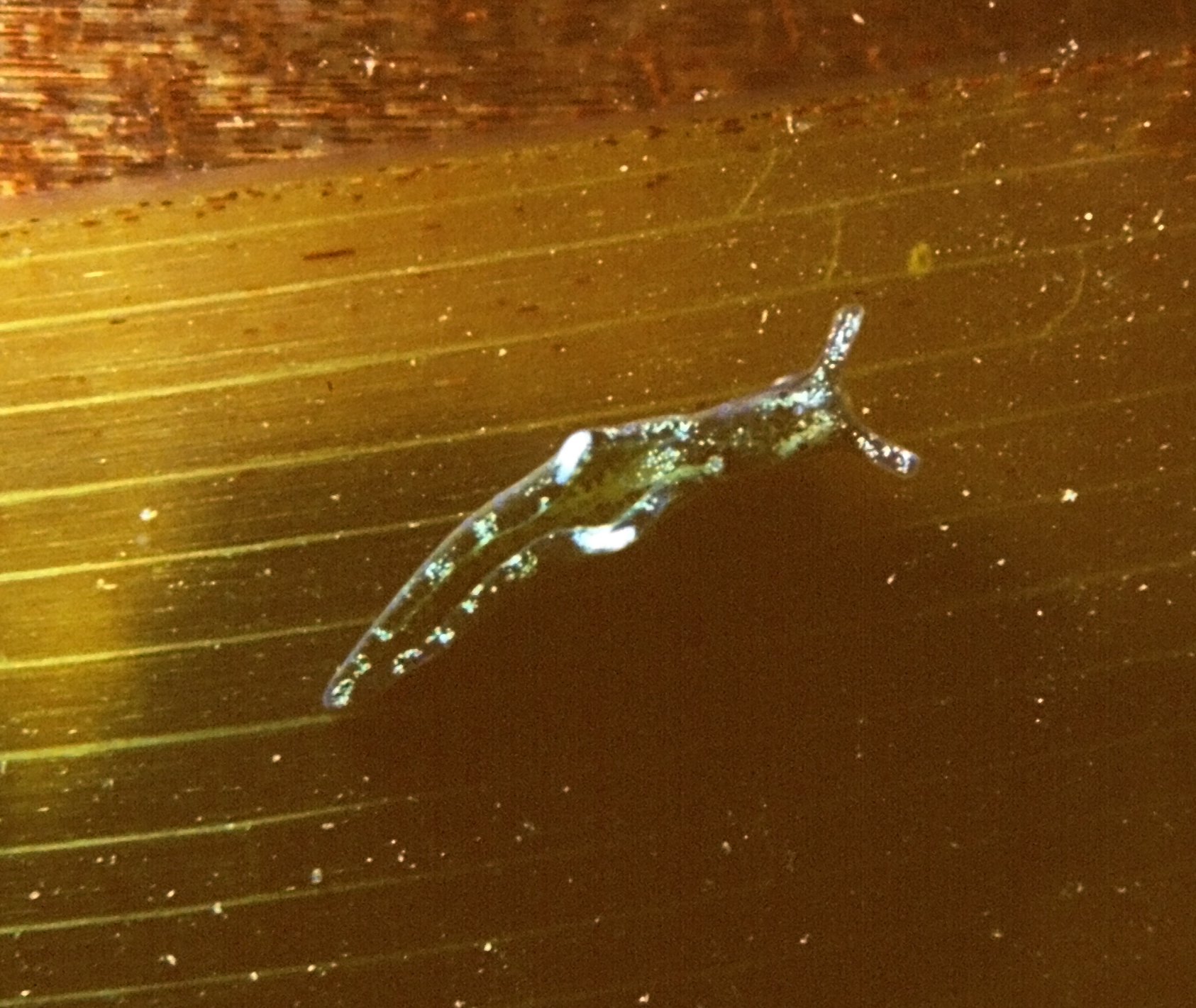
Elysia gordanae
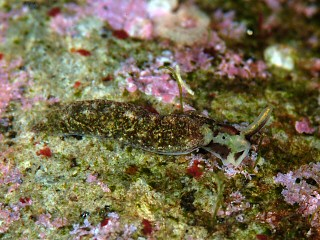
Elysia hamatanii
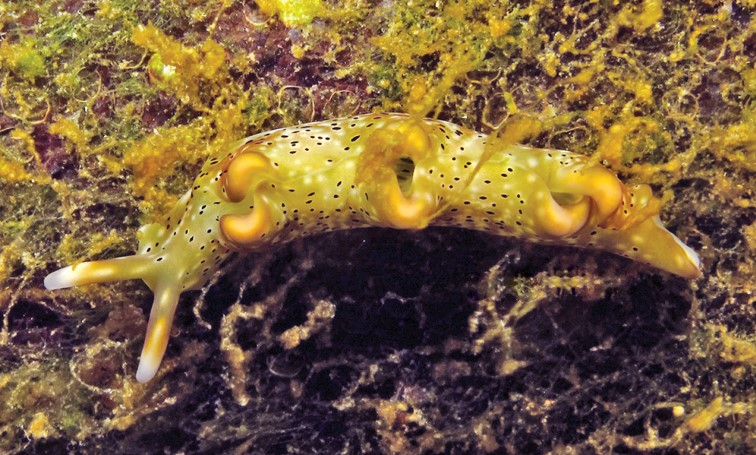
Elysia cf. nigropunctata
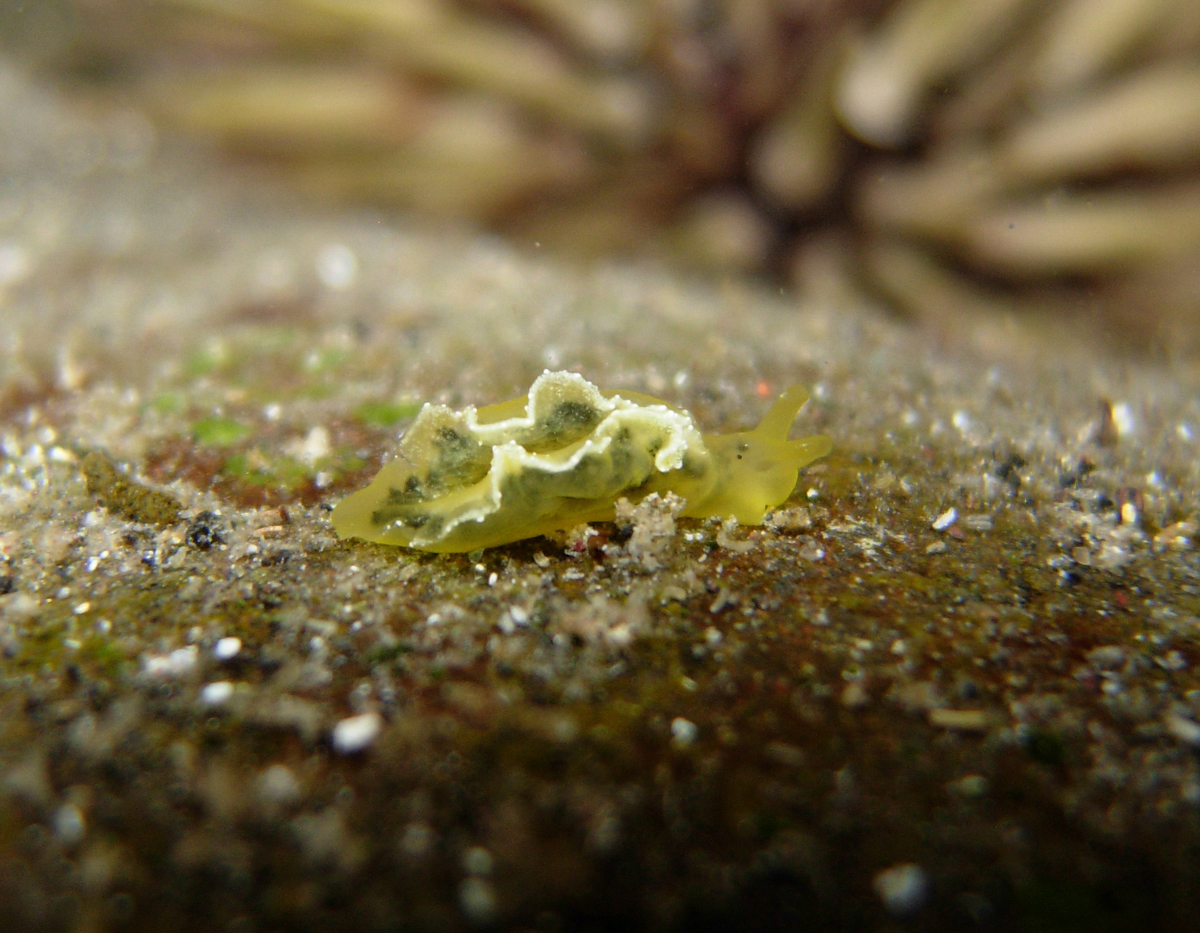
Elysia obtusa
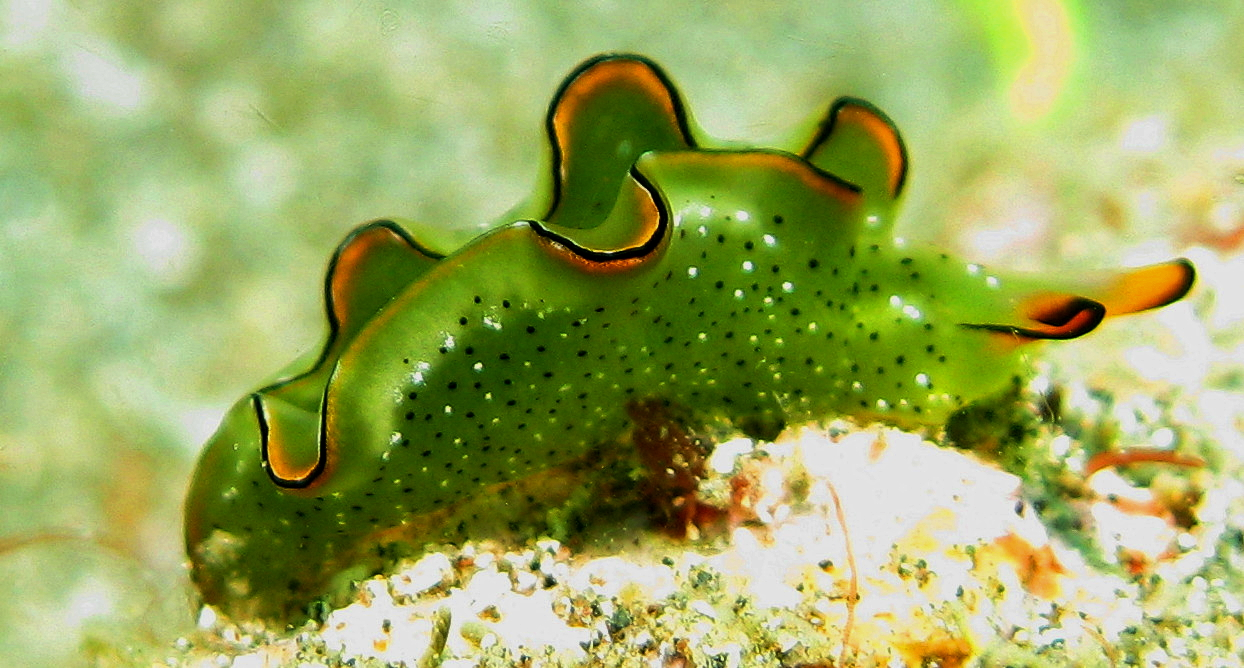
Elysia ornata
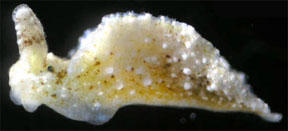
Elysia papillosa
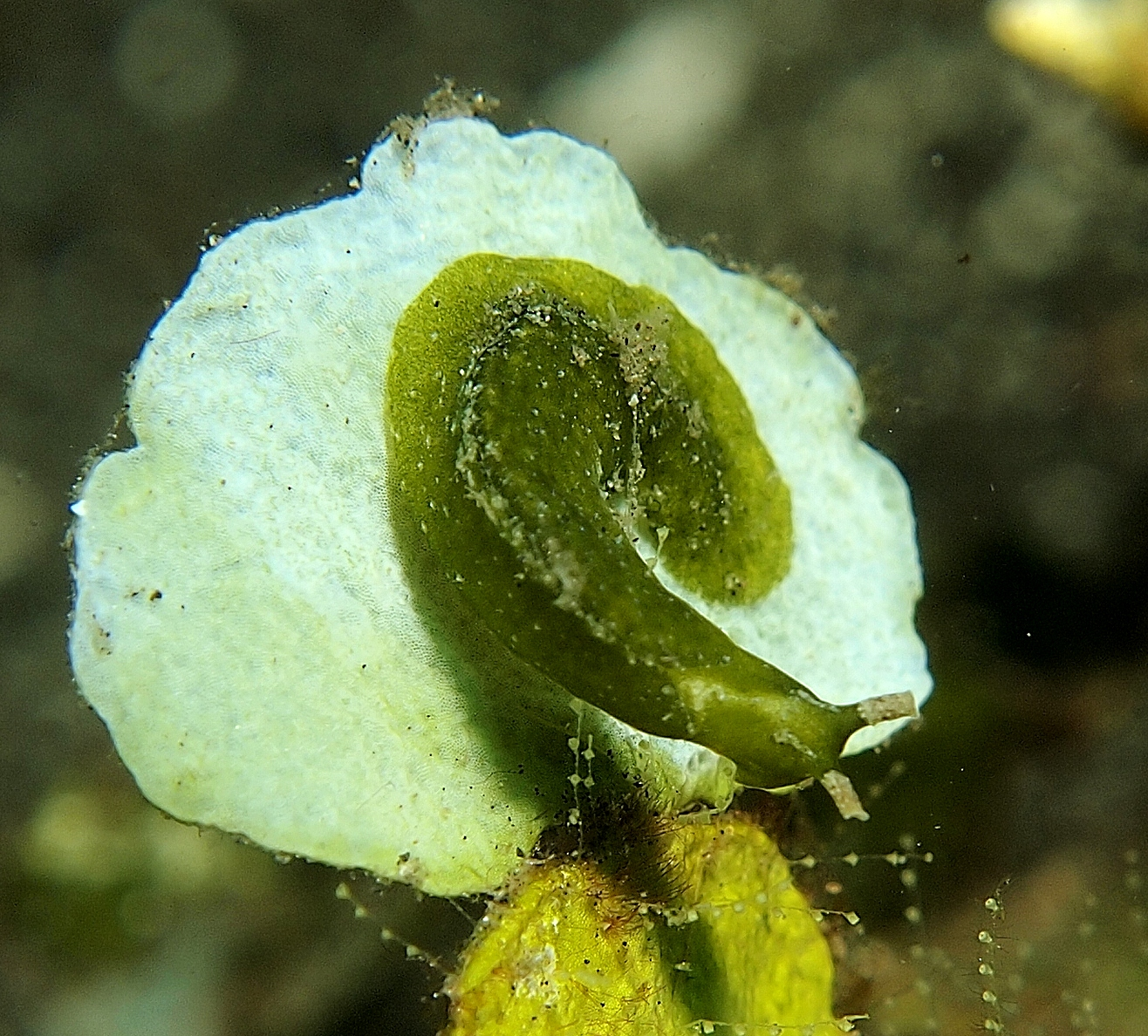
Elysia pusilla
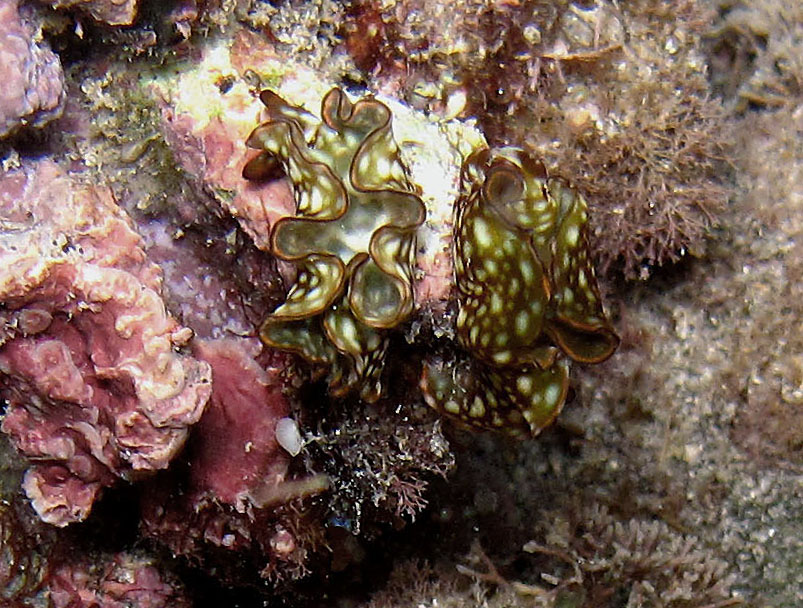
Elysia rufescens
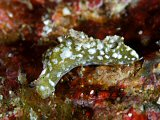
Elysia setoensis
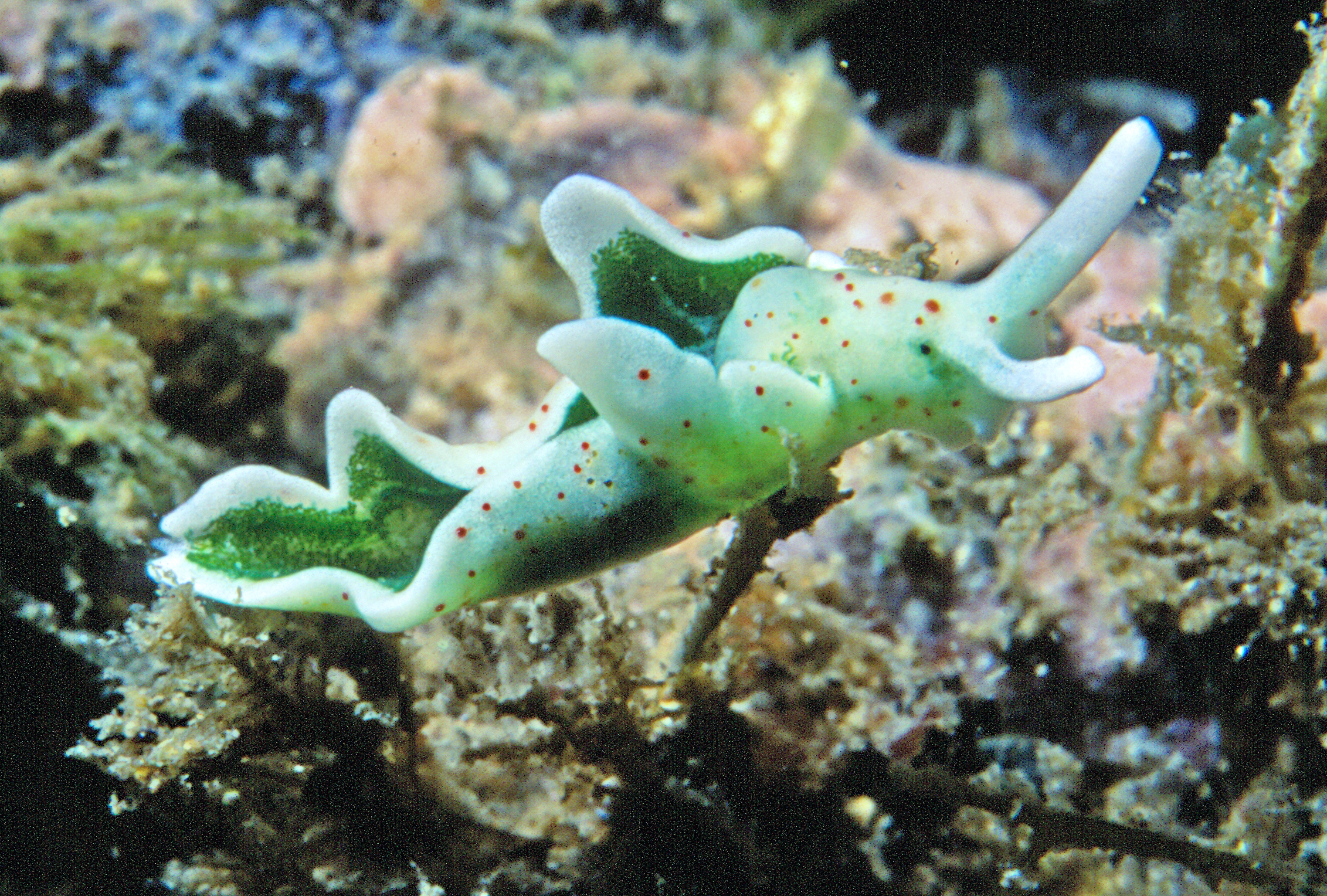
Elysia timida
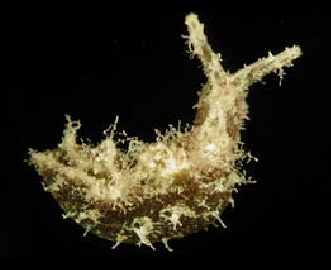
Elysia tomentosa
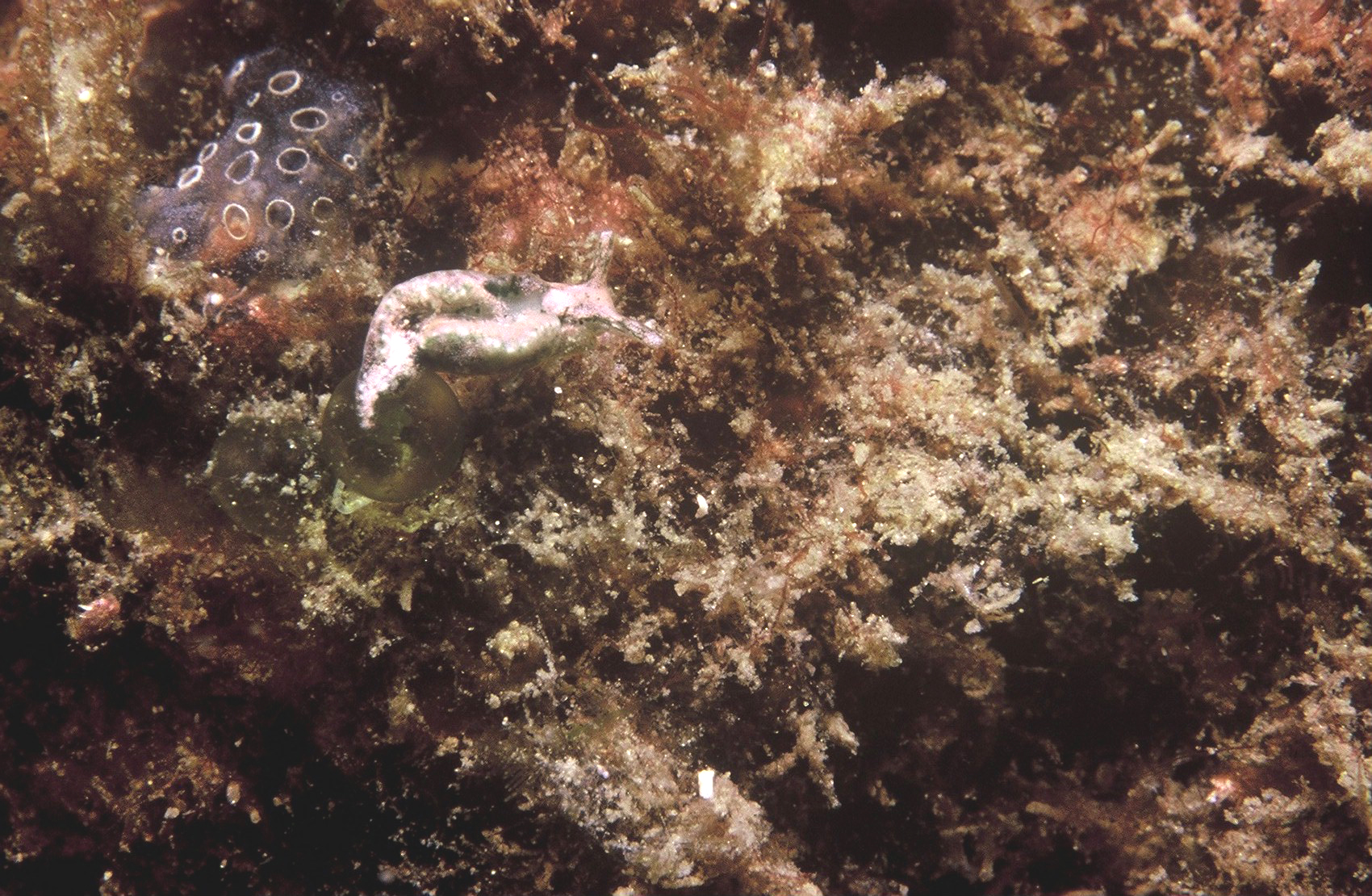
Elysia translucens
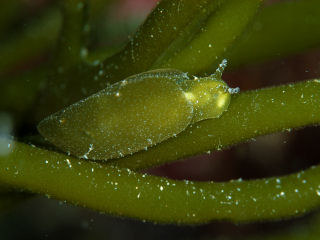
Elysia trisinuata
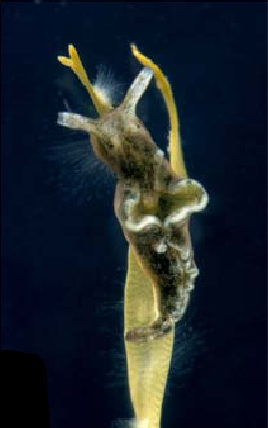
Elysia viridis

Especies consideradas un sinónimo
- Elysia arena Carlson & Hoff, 1978: aceptada como Pattyclaya arena (Carlson & Hoff, 1978)
- Elysia bedeckta MacFarland, 1966: aceptada como Elysia hedgpethi Er. Marcus, 1961
- Elysia cauze scops Ev. Marcus & Er. Marcus, 1967: aceptada como Elysia scops Ev. Marcus & Er. Marcus, 1967
- Elysia cyanea Mamo in Caruana, 1867 aceptada como Thuridilla hopei (Vérany, 1853)
- Elysia decorata Heller & Thompson, 1983 aceptada como Thuridilla decorata (Heller & Thompson, 1983)
- Elysia duis Ev. Marcus & Er. Marcus, 1967 aceptada como Thuridilla picta (A. E. Verrill, 1901)
- Elysia fusca Philippi, 1844 aceptada como Elysia viridis (Montagu, 1804)
- Elysia gracilis Risbec, 1928: aceptada como Thuridilla gracilis (Risbec, 1928)
- Elysia grandifolia Kelaart, 1858 aceptada como Elysia ornata (Swainson, 1840)
- Elysia halimedae Macnae, 1954: aceptada como Elysia pusilla (Bergh, 1871)
- Elysia livida Baba, 1955 aceptada como Thuridilla livida (Baba, 1955)
- Elysia marginata (Pease, 1871) aceptada como Elysia ornata (Swainson, 1840)
- Elysia marmorata Cantraine, 1835 aceptada como Elysia viridis (Montagu, 1804)
- Elysia minuta Sars M., 1835 aceptada como Elysia viridis (Montagu, 1804)
- Elysia moebii (Bergh, 1888) aceptada como Thuridilla moebii (Bergh, 1888)
- Elysia nigropuncta [sic] aceptada como Elysia nigropunctata (Pease, 1871)
- Elysia pagenstecheri Marcus Ev., 1982 aceptada como Elysia viridis (Montagu, 1804)
- Elysia picta A. E. Verrill, 1901: aceptada como Thuridilla picta (A. E. Verrill, 1901)
- Elysia pruvotfolae Er. Marcus, 1957: aceptada como Elysia crispata Mørch, 1863
- Elysia schrammi Mörch, 1863: aceptada como Elysia crispata Mørch, 1863
- Elysia setoensis Hamatani, 1968 aceptada como Elysia atroviridis Baba, 1955
- Elysia splendida Grube, 1861: aceptada como Thuridilla hopei (Vérany, 1853)
- Elysia thysanopoda Bergh, 1905 aceptada como Thuridilla thysanopoda (Bergh, 1905)
- Elysia vataae Risbec, 1928: aceptada como Thuridilla vataae (Risbec, 1928)
- Elysia verrilli Pruvot-Fol, 1946: aceptada como Elysia crispata Mørch, 1863
- Elysia virgata (Bergh, 1888) aceptada como Thuridilla virgata (Bergh, 1888)